# Ceardac
Ceardac – wieś w Rumunii, w okręgu Vrancea, w gminie Golești. W 2011 roku liczyła 626
mieszkańców